# Geografie Rakouska
Tento článek popisuje geografické poměry v Rakousku.

## Poloha a rozloha
Rakousko je vnitrozemský stát ve střední Evropě. Sousedí s osmi zeměmi a celková délka státních hranic je 1 706 km, z toho s Českem 466 km, Slovenskem 107 km, Maďarskem 365 km, Slovinskem 330 km, Itálií 430 km, Švýcarskem 166 km, Lichtenštejnskem 35 km a Německem 816 km.
Se svou rozlohou 83 879 km² je asi o 5 000 km² větší než Česká republika. Zabírá 1,9 % rozlohy Evropské unie, jejíž je 14. největší zemí. Rozprostírá se v délce 575 km ve směru západ-východ a 294 km ve směru sever-jih.
Krajní body Rakouska jsou:
- nejsevernější bod: 15°1' v. d., 49°1' s. š. – v Rottalu u Haugschlagu
- nejjižnější bod: 14°34' v. d., 46°22' s. š. – 13 km jižně od Eisenkappel
- nejvýchodnější bod: 17°10' v. d., 48°0' s. š. – 4 km východně od Deutsch Jahrndorf
- nejzápadnější bod: 9°32' v. d., 47°16' s. š. – trojmezí se Švýcarskem a Lichtenštejnskem u Rýnu, 6 km severozápadně od Feldkirchu

### Exklávy a enklávy

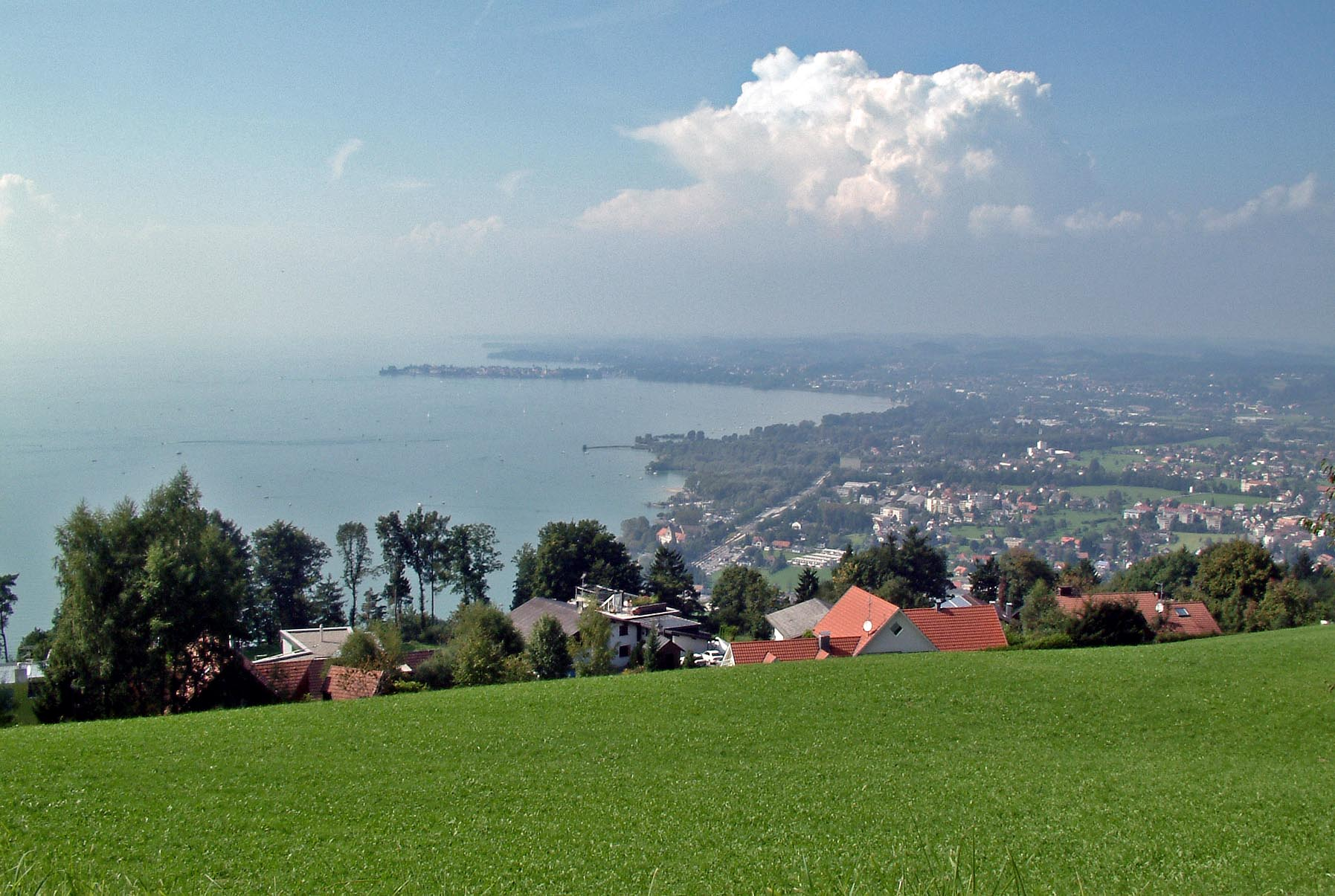
Bregenz a Bodamské jezero

Na státním území Rakouska se nachází údolí Kleinwalsertal – funkční enkláva Německa. Kleinwalsertal sice patří k rakouské spolkové zemi Vorarlbersko a geograficky leží i těsně při ní, ale na základě topografické polohy je dostupné po silnici pouze z Německa. Další obdobná enkláva Německa existuje v Tyrolsku. Obec Jungholz, do které se také z Rakouska nedostanete, je s ním spojena pouze 1636 m vysokou Sorgschrofen.
Na druhé straně existuje i funkční enkláva Rakouska, která se nachází ve Švýcarsku. Obec Samnaun nebyla po dlouhou dobu spojená se Švýcarskem jakoukoli cestou, nýbrž přístupná pouze přes Rakousko (Tyrolsko). To vedlo k tomu, že odtud vymizela rétorománština a místo ní přijali tamní obyvatelé dialekt podobný tyrolskému. Mezitím byla postavena silnice vedoucí do Samnaun, která se již ubírá výhradně po švýcarském území a zahrnuje dokonce i bezcelní zónu, která už zde kdysi byla zavedena. V podobném stavu jako Samnaun byla až do roku 1980 obec Spiss na rakousko-švýcarské hranici. Byla po dlouhou dobu dosažitelná pouze přes Samnaun a bojovala se silným odchodem obyvatel, protože oproti ostatním enklávám měla velmi malé možnosti hospodářského rozvoje.

## Povrch

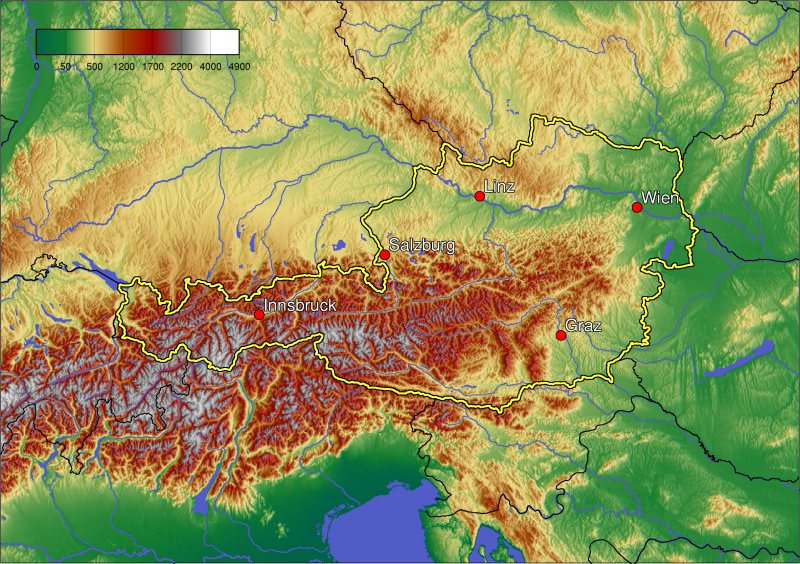
Topografická mapa Rakouska s městy s více než 100 000 obyvateli.

Rakousko patří k nejhornatějším zemím Evropy. 68 % plochy země leží přes 500 m n. m. Nejníže položeným místem je Hedwighof (obec Apetlon v Burgenlandu) 114 m n. m. Naproti tomu nejvýše položeným místem je vrchol Grossglockner (3798 m n. m.).
Území Rakouska náleží ke čtyřem geomorfologickým subsystémům:
1. Alpy – část Východních Alp (52 600 km², 62,8 % rozlohy státu) a část Alpského předpolí (7500 km², 8,9 %)
2. Hercynská pohoří – granitové a rulové roviny, část pohoří Českého masivu (8500 km², 10,2 %)
3. Karpaty – část Vněkarpatských sníženin a Vnějších Západních Karpat (2000 km², 2,4 %)
4. Panonská pánev – předpolí na východě, část Malé Dunajské nížiny (9500 km², 11,3 %) a část Vídeňské pánve (3700 km², 4,4 %)

Povrch Rakouska tvoří ze dvou třetin Východní Alpy (především Tyrolské Střední Alpy, Vysoké Taury a Nízké Taury, Severní vápencové Alpy, Jižní vápencové Alpy a Vídeňský les). Tvář alpských hřebenů je rozbrázděná množstvím většinou podélně tekoucích řek, tvořících až několik desítek kilometrů dlouhá údolí. Alpy však nezabírají celou rozlohu země a najdeme zde hned několik zcela odlišných pohoří a krajinných celků. V Horních a Dolních Rakousech, severně od Dunaje leží část starého pohoří Českého masivu, které zasahuje dále do Česka a Bavorska. Na východních hranicích leží pohoří Malé Karpaty.
Velké nížiny leží na východě podél Dunaje (především Alpské předpolí a Vídeňská pánev s Moravským polem), ale i na jihu ve Štýrsku, které je pro podobnost své krajiny s italským Toskánskem nazýváno také „Štýrská Toskána“.

### Hory

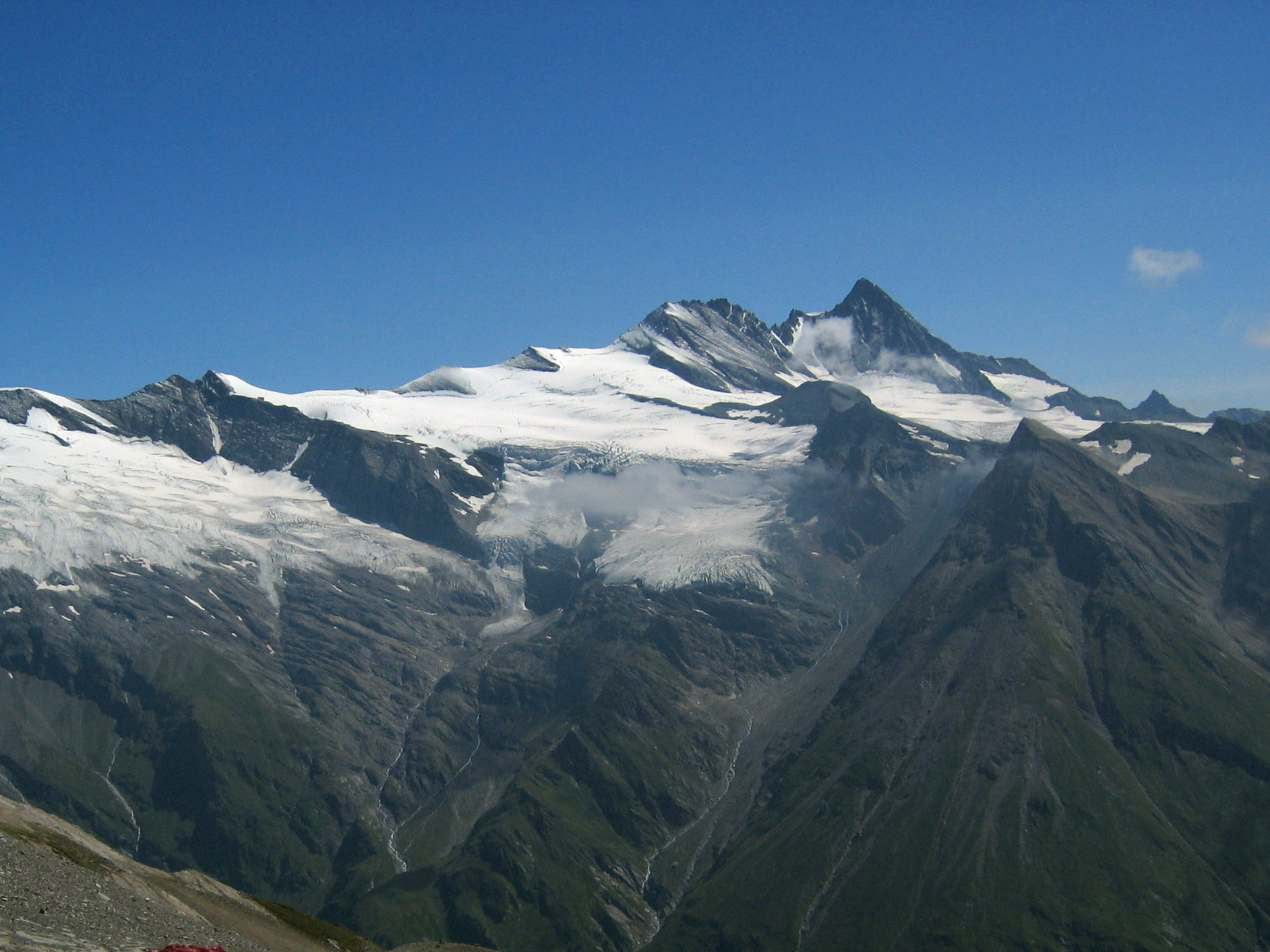
Grossglockner z jihozápadu

Deset nejvyšších hor Rakouska (Rakouské Alpy):
|     | Název                | Výška  | Pohoří         |
| --- | -------------------- | ------ | -------------- |
| 1.  | Grossglockner        | 3798 m | Vysoké Taury   |
| 2.  | Wildspitze           | 3774 m | Ötztalské Alpy |
| 3.  | Weisskugel           | 3738 m | Ötztalské Alpy |
| 4.  | Grossvenediger       | 3666 m | Vysoké Taury   |
| 5.  | Hinterer Brochkogel  | 3628 m | Ötztalské Alpy |
| 6.  | Hintere Schwärze     | 3624 m | Ötztalské Alpy |
| 7.  | Similaun             | 3599 m | Ötztalské Alpy |
| 8.  | Vorderer Brochkogel  | 3566 m | Ötztalské Alpy |
| 9.  | Grosses Wiesbachhorn | 3564 m | Vysoké Taury   |
| 10. | Rainerhorn           | 3560 m | Vysoké Taury   |

## Geologie

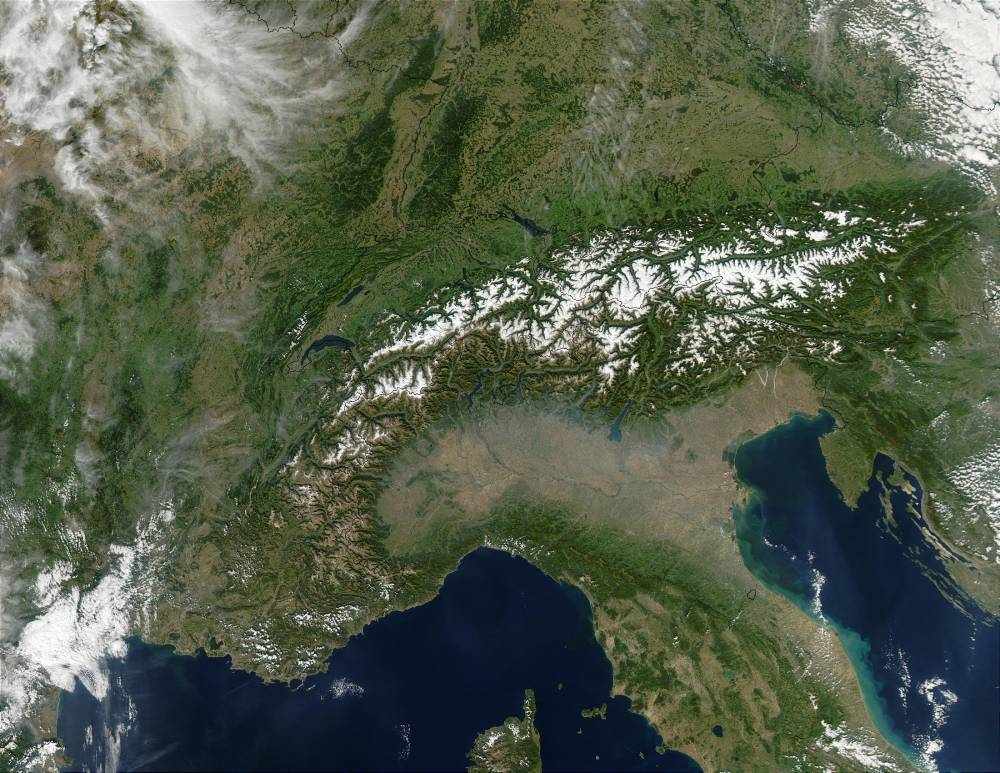
Satelitní snímek Alp

Východní Alpy se dělí na tři geologické celky. Hlavní alpský hřeben, který tvoří převážnou většinu z nejmohutnějších rakouských pohoří spadá pod Centrální krystalické Alpy. Převládajícími horninami jsou zde rula, žula, svory, břidlice, ale také okrajově pískovec, vápenec či dolomit. Na tento hlavní hřeben je od severu natlačen mladší masiv Severních vápencových Alp. Ten je tvořen triasovými, jurskými a křídovými horninami – především vápencem a dolomitem. Totéž platí o třetí skupině Alp – Jižních vápencových Alp.

## Podnebí

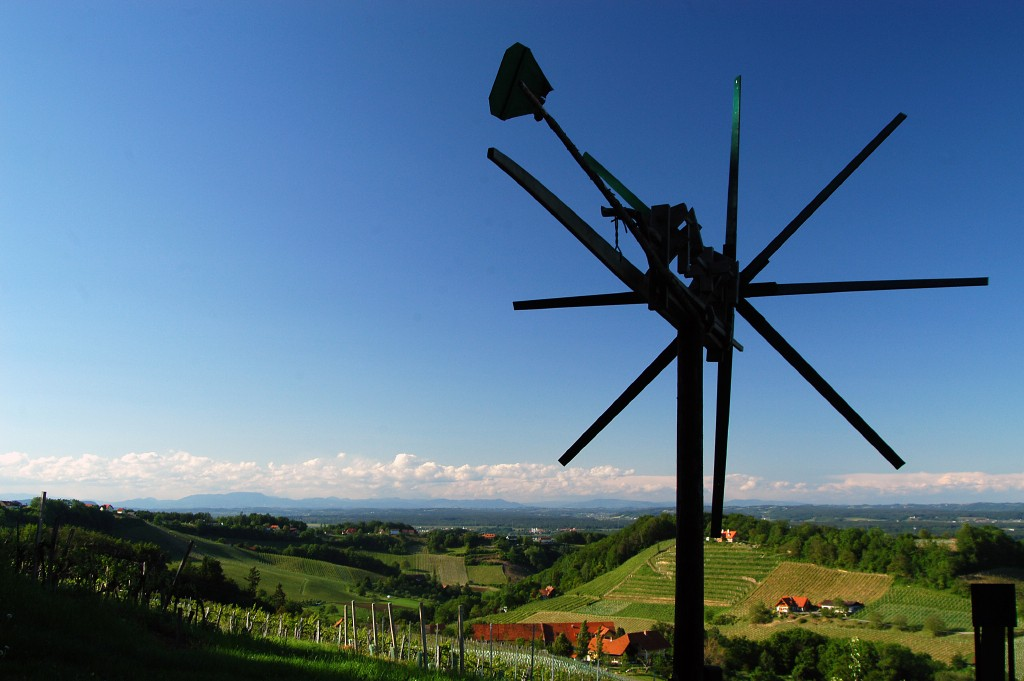
Klopotec v jižním Štýrsku

Rakouské klima je označováno za smíšení oceánského a kontinentálního klimatu, resp. panonské klima. Díky zvláštnostem těchto podnebí je východní Rakousko známé mrazivými zimami a horkými léty s celoročně nízkými srážkami. Západ země podléhá zpravidla méně silnému vlivu pevninského podnebí, a tak jsou zimy většinou mírnější a léta spíše teplá. Leží zde také oblasti bohaté na srážky. Z geografických podmínek vychází další klimatická zóna, a to alpínské klima, které způsobuje v horách silnější zimu než na hlouběji položeném východě. Další zajímavostí jsou občasné severní a jižní vzdušné proudy, které jsou na jedné straně polárně ledové a na straně druhé s sebou někdy přinášejí saharský písek.
Díky tomu se Rakousko zcela oprávněně řadí k středoevropskému přechodovému klimatu, s ohledem k Alpám ve středu a na západě a k Panonské nížině na východě země.

### Teploty
Když v létě působí stabilní tlaková výše z východu, může člověk počítat s dlouhým a nerušeným sluníčkem a až dvěma týdny vysokých teplot. V zimě ovlivňuje tlaková výše svit slunce a ostré mrazy (do −20 °C). Délka svitu slunce je kolem 10 až 20 % delší než kupříkladu v severním Německu.
- Nejnižší teplota naměřená v Rakousku: Sonnblick −37,2 °C (1. ledna 1905)
- Nejvyšší teplota naměřená v Rakousku: Dellach im Drautal +39,7 °C (27. července 1983)

### Srážky
Stejně jako směrem ze západu na východ slábne oceánské klima, klesá i průměrné množství srážek. To způsobuje, že např. ve Vídni jsou pouze poloviční srážky než v Salcburku. Ve východních a jihovýchodních částech země se již projevuje panonské kontinentální klima, které je v jižních jezerních oblastech částečně ovlivněno středomořským klimatem.
Celoročně se také oblasti podél alpských hřebenů vyznačují vysokými srážkami, do těchto poloh s nízkým tlakem vanou vlhké vzdušné proudy ze severu či jihu a zmizí zase jako srážka. To způsobuje v zimě vysoké množství sněhu na horách i v údolích, stejně jako kalamitní oblasti na severu i jihu. V létě jsou následkem vysokých srážek silné deště, eroze půdy a záplavy. Kraje s nejsilnějšími dešti jsou: celé alpské předhůří, tyrolské nížiny, tyrolský okres Reutte a Bregenzský les. Zde spadne až 3000 mm dešťových srážek (nebo sněhu) za rok (průměrně 900 mm).
Na jaře a na podzim je možné všechno – od sněžení po horka. Denní teploty mohou v červenci a srpnu nezřídka vystoupit i přes 30 °C, vlhkost vzduchu je většinou vysoká, často dochází k tvorbě dešťových mraků a následně i k náhlým bouřkám.
V posledních letech bylo Rakousko, stejně jako sousední země, častou obětí poruch počasí, které byly mnoha experty označovány jako důsledky globálního oteplování (průměrné teploty se trvale zvedají). Kvůli silným dešťům byly již několikrát ničivé záplavy a sesuvy půdy, které si vyžádaly i oběti na životech. Náhodně dochází i k bouřím síly orkánu a ohromným sněhovým bouřím, které vedou k tomu, že mnoho obcí je zcela odříznuto od světa a množí se také pády lavin. Zemi v posledních letech sužovala ale i častá sucha.

## Vodstvo

### Řeky

Povodí na území Rakouska

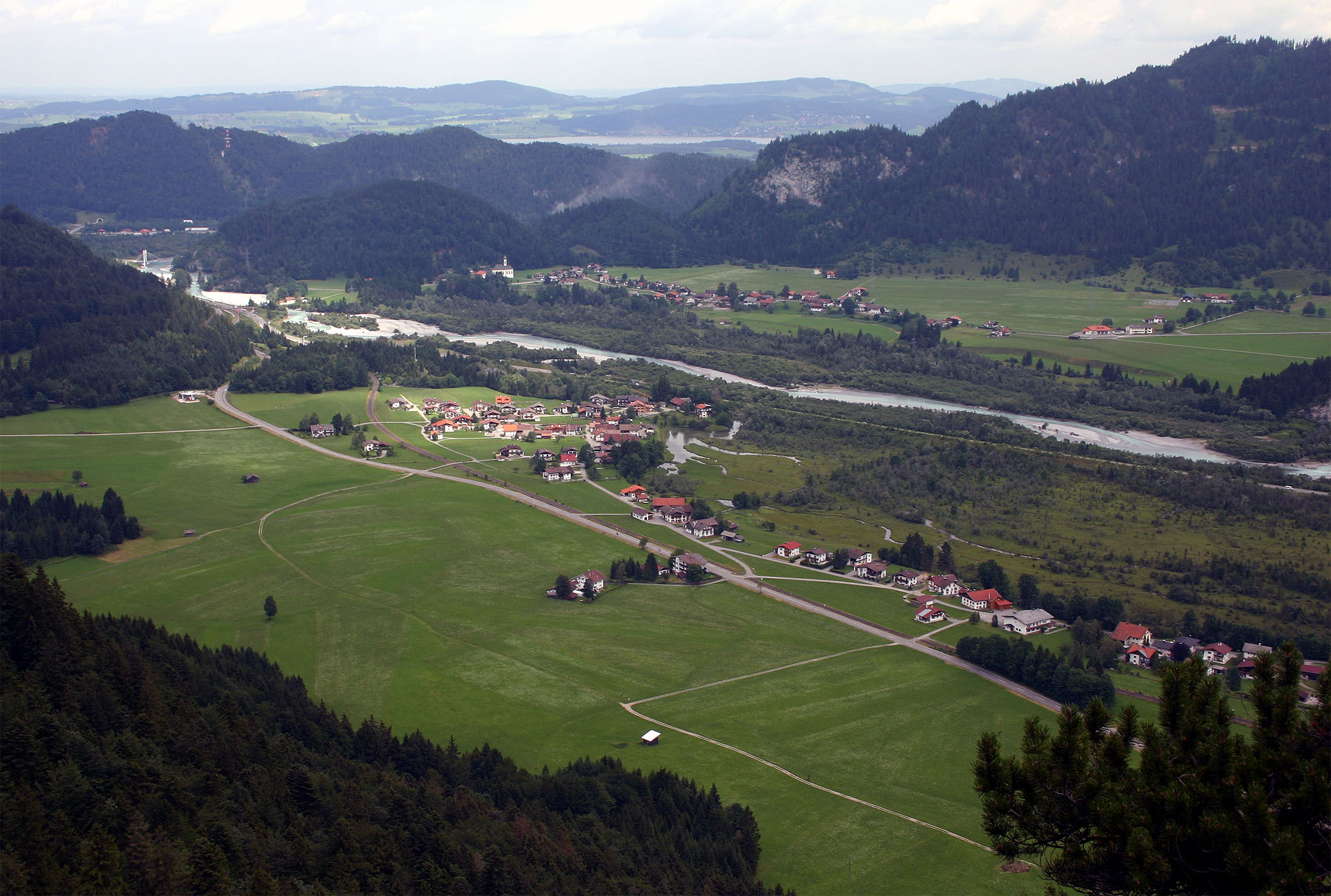
Řeka Lech, protékající obcí Musau v Tyrolsku, pohled z Achselu (~ 1150 m n. m.)

Největší část Rakouska (80 566 km²) je odvodňována Dunajem do Černého moře. Pouze malé oblasti jsou odvodněny Rýnem (2366 km²) a Lužnicí a Malší (918 km²) do Severního moře.
Velké přítoky Dunaje (od západu na východ):
- Lech, Inn (odvodňují Tyrolsko) a Salzach (odvodňuje Salcbursko – kromě Lungau a částí Pongau).
- Ashach, Traun, Enns, Ybbs, Erlauf, Traisen, Vídeň (řeka) a Fischa odvodňují oblasti Štýrska, Horních a Dolních Rakous a Vídně, ležící na jih od Dunaje.
- Große a Kleine Mühl, Rodl, Aist, Kamp, Schmida a Rußbach, stejně jako Thaya (Dyje) a March (Morava) na východních hranicích, odvodňují oblasti Horních a Dolních Rakous položené severně od Dunaje.
- Řeka Mura odvodňuje salcburské Lungau a Štýrsko a ústí v Chorvatsku do řeky Drávy, která odvodňuje Korutany a Východní Tyrolsko. Dráva se v Chorvatsku vlévá do Dunaje.

Rýn odvodňuje největší část Vorarlberska, protéká Bodamským jezerem a ústí do Severního moře.
Řeky Lainsitz (později česká řeka Lužnice) a Maltsch (Malše) nejsou sice v Rakousku důležité z hlediska své velikosti, jsou však jedinými rakouskými řekami, které se v Česku vlévají do Vltavy a jejich vody tak končí v Severním moři.

### Jezera

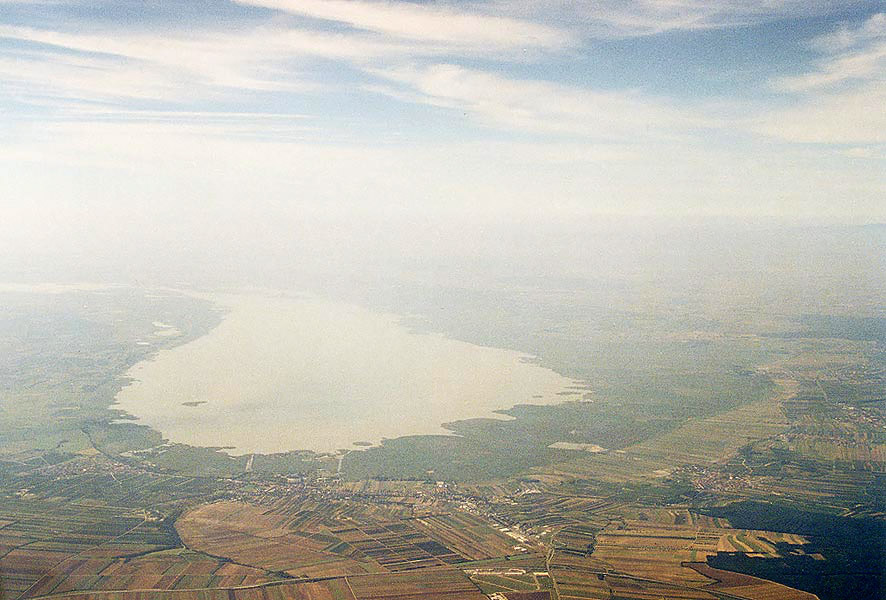
Neziderské jezero

Největší jezero Rakouska je Neziderské jezero v Burgenlandu, ke kterému náleží 77 % svojí celkové rozlohy 315 km² (zbytek jezera je součástí Maďarska). Velké je také Bodamské jezero o rozloze 536 km², k Rakousku však náleží pouze malá část: jezero totiž leží na hranicích s Německem (spolkové země Bavorsko a Bádensko-Württembersko) a Švýcarskem. Hranice však nejsou na ploše jezera přesně dodržovány. Za ním následuje Attersee s 46 km² a Traunsee s 24 km² v Horních Rakousech.
Jezera mají vedle hor velký význam také v cestovním ruchu, především Korutanská jezera a oblast Salzkammergut. Nejznámější jsou např. Wörthersee (největší jezero Korutan), Millstätter See, Ossiacher See a Weissensee. Známá jsou také jezera Mondsee a Wolfgangsee na hranicích Salcburska a Horních Rakous.

## Vegetace a fauna
43 % rozlohy je zalesněno.